# Paul Kadereit
Friedrich Paul Emil Kadereit (* 23. November 1877 in Insterburg, Ostpreußen; † nach 1941) war ein deutscher Architekt in Danzig.

## Leben und Wirken

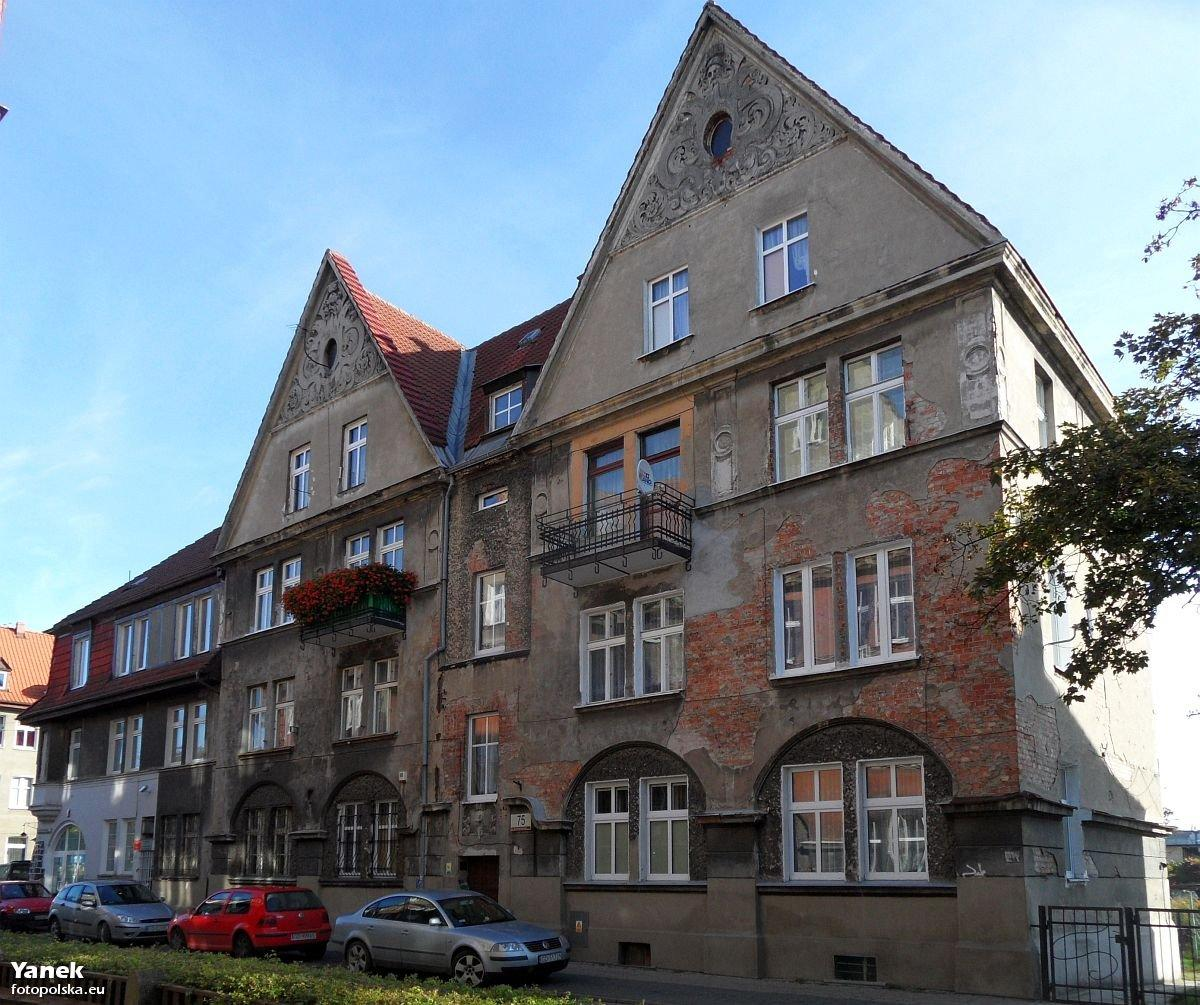
Haus Ulica Kochanowskiego 75

Paul Kadereit stammte aus Insterburg und war der Sohn des Zimmerpoliers Leopold Kadereit und der Helene geb. Pantel. Er studierte Architektur, wahrscheinlich an der Technischen Hochschule (Berlin-)Charlottenburg. Spätestens seit 1903 lebte er dort und arbeitete mit dem Architekten Max Vogeler in Halensee zusammen. Sie reichten gemeinsame Wettbewerbsentwürfe für die neuen Rathäuser in Oberschöneweide (1903) und Werdau (1906) ein. Außerdem war Kadereit im preußischen Ministerium der öffentlichen Arbeiten in Berlin in der technischen Abteilung tätig.
1907 kam Kadereit im Rahmen eines Großprojekts der Wohnungsbaugesellschaft „Neuschottland“ nach Danzig. 1909 eröffnete er dort ein eigenes Architekturbüro. Er war Mitbegründer und Vorsitzender des Verbandes Danziger Architekten (V.D.A.) sowie Vorsitzender der Ortsgruppe des Bundes Deutscher Architekten (BDA). Sein Büro war bis Mitte der 1930er Jahre im Haus Langenmarkt 42, seine Wohnung im Haus Pommersche Chaussee 2 (später Adolf-Hitler-Straße) in Langfuhr.
Sein Schicksal nach 1941 ist unbekannt.

## Bauten und Entwürfe

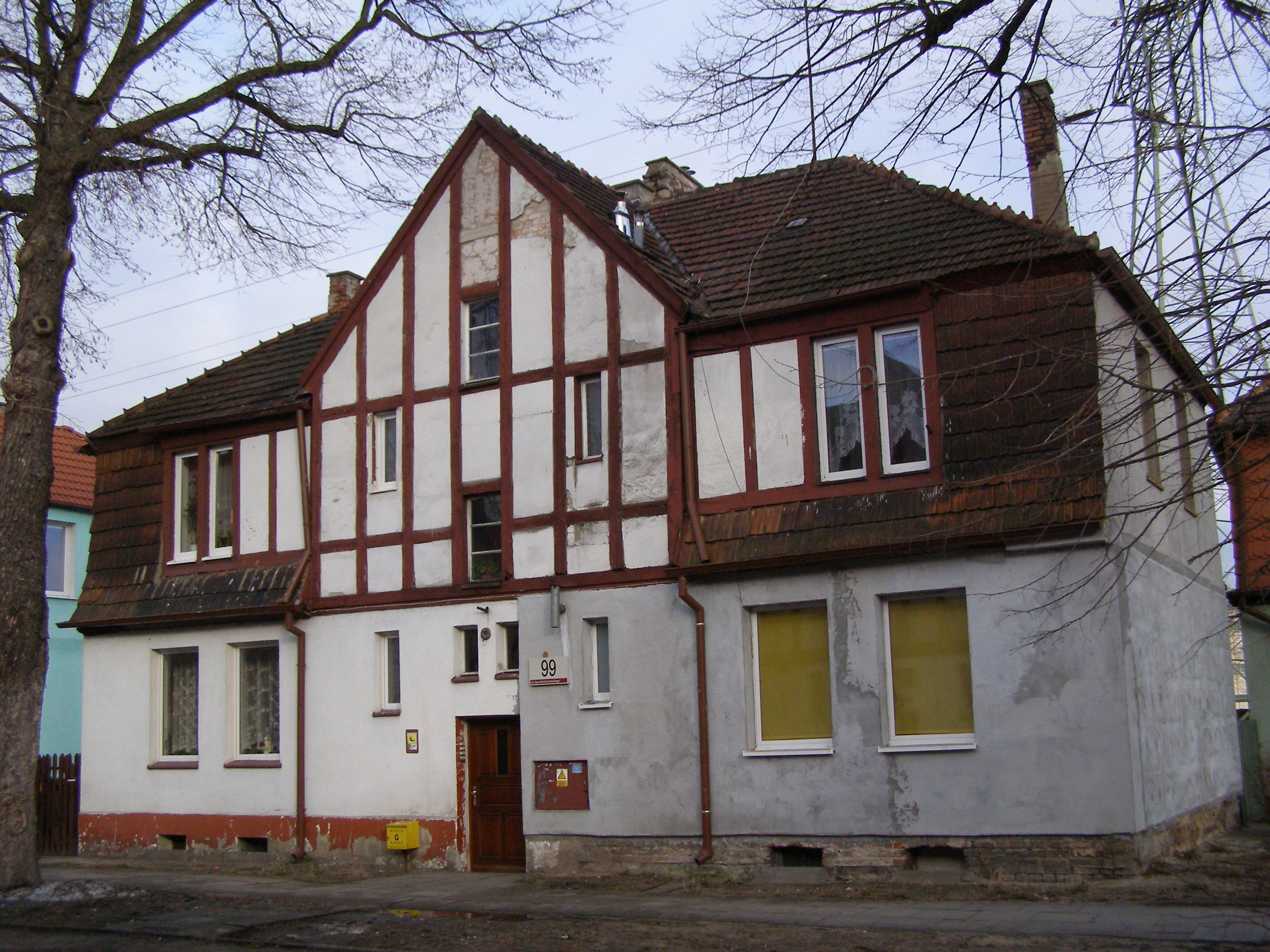
Haus Ulica Kochanowskiego 99

Paul Kadereit projektierte mehrere Wohnanlagen in Danzig und war bei Umbauten beteiligt.
- 1907: gesamte Wohnbebauung am neu angelegten Posadowskyweg (jetzt ul. Kochanowskiego) in Neuschottland (Nowe Szkoty, vorher Vorstadt Langfuhr)[5][6][7]
- 1923: Umbau der Innenräume des Gebäudes Hundegasse 27/28 (jetzt ul. Ogarna)[8]
- um 1930: Alma-Richter-Haus am Posadowskyweg in Langfuhr / Neuschottland[9]
- Anfang der 1930er Jahre: Wohnsiedlung am Glashüttenweg (Szklana huta) in Lauental (Letnica)[10]